# Jan Palach
Jan Palach (Praga, 11 de agosto de 1948-Praga, 19 de enero de 1969) fue un estudiante checo, que se suicidó prendiéndose fuego como forma de protesta política.

## Biografía
En agosto de 1968 las tropas del Pacto de Varsovia, conducidas por la Unión Soviéticaentraron en Checoslovaquia para acabar con las reformas del gobierno de Alexander Dubček, terminando así con la "Primavera de Praga". Como protesta, Palach se inmoló el 16 de enero de 1969 en la plaza de Wenceslao, en Praga, falleciendo finalmente el 19 de enero en el hospital a causa de sus quemaduras.

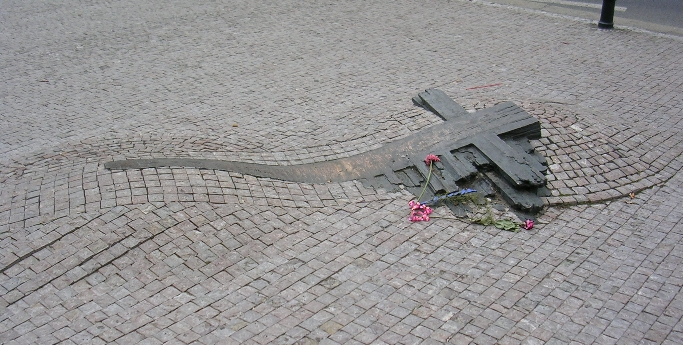
Monumento conmemorativo a Jan Palach y Jan Zajíc frente al Museo Nacional.

El entierro de Palach se transformó en una protesta mayor en contra de la presencia soviética, y un mes más tarde, el 25 de febrero, otro estudiante, Jan Zajíc, se suicidó de la misma forma en el mismo lugar. En abril, Evžen Plocek hizo lo mismo en Jihlava.

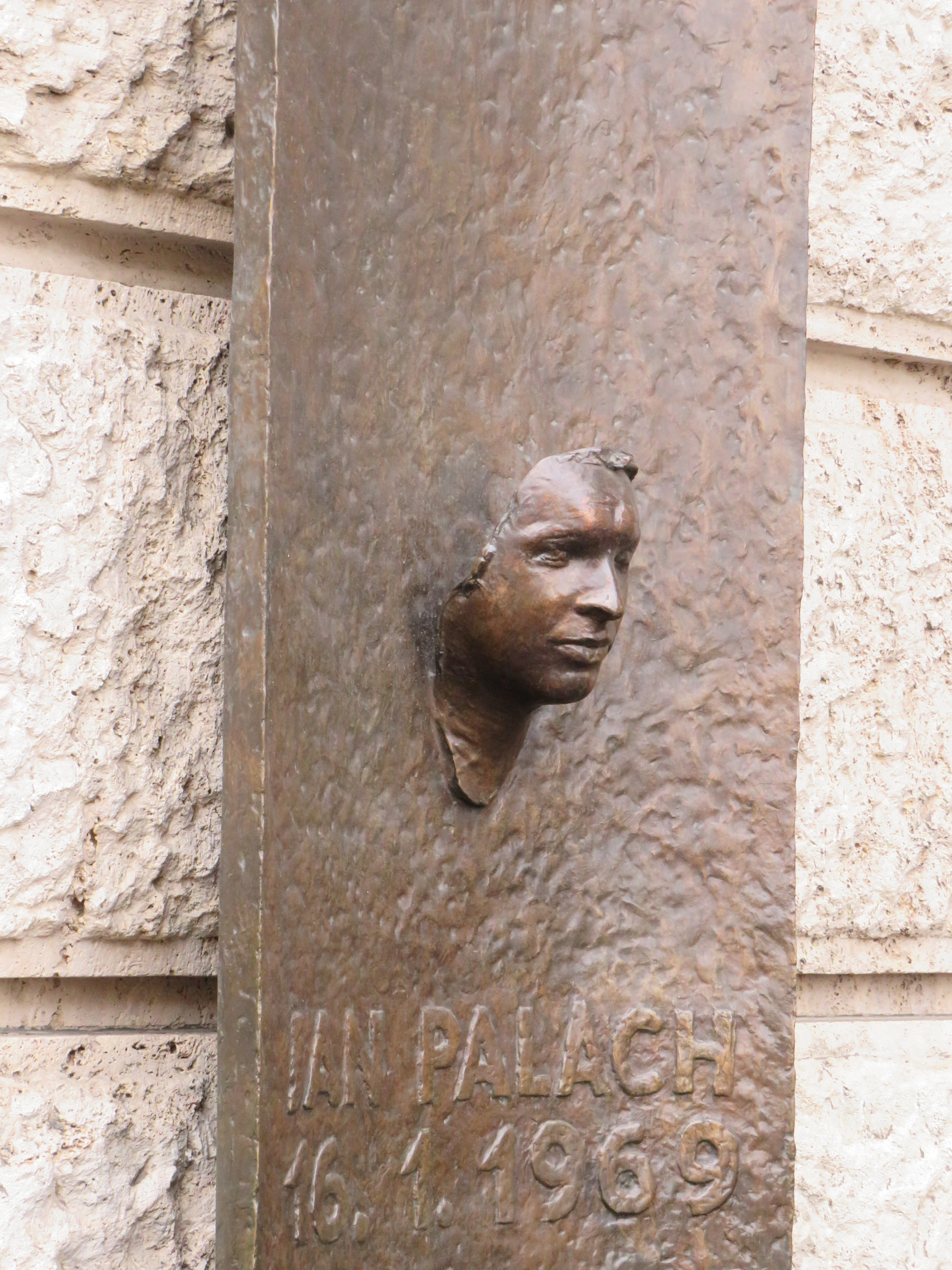
Monumento a Jan Palach (a modo de máscara mortuoria), en Staré Město (Praga).

En el vigésimo aniversario de la muerte de Palach tuvo lugar la llamada Semana de Palach. Entre el 15 y el 21 de enero de 1989 se sucedieron en Praga varias manifestaciones, en donde intervino la policía. El gobierno caería once meses más tarde.
Tras la llamada "Revolución de Terciopelo" el gobierno conmemoró a Palach y Zajíc con una cruz de bronce incrustada en la acera, en el lugar en que el primero cayó, a la salida del Museo Nacional. También se nombró a una céntrica plaza en su honor —en la que se encuentra el Rudolfinum—, y el astrónomo Luboš Kohoutek hizo lo propio con un asteroide descubierto el 22 de agosto de 1969: (1834) Palach. Existen otros monumentos a Jan Palach en Europa.